# День радянської окупації (Грузія)
День радянської окупації (груз. საბჭოთა ოკუპაციის დღე, sabch'ot'a okupats'iis dge) — офіційний пам'ятний день у Грузії. Відзначається щорічно 25 лютого на спомин про вторгнення Червоної Армії в Грузію 1921 року. Встановлений у 2010, а його перше відзначення відбулося 2011 року.

## Історія
Після буремних подій на Південному Кавказі, започаткованих революцією 1917 року, в лютому 1921 Червона Армія вдерлася в Грузію, де існувала Грузинська Демократична Республіка під владою меншовиків. Грузинська меншовицька армія зазнала поразки, а уряд утік із країни. 25 лютого 1921 Червона Армія увійшла в столицю Тбілісі і встановила комуністичний уряд на чолі з грузинським більшовиком Філіппом Махарадзе. Цього самого дня було оголошено про створення Грузинської Радянської Соціалістичної Республіки. Протягом наступних 68 років 25 лютого відзначався як офіційне свято — День установлення радянської влади в Грузії.
21 липня 2010 р. Грузія оголосила 25 лютого Днем радянської окупації на згадку про вторгнення Червоної Армії в Грузію 1921 року. Парламент Грузії проголосував за ініціативу уряду. Рішення, одностайно схвалене грузинським парламентом, зобов'язує уряд організовувати різні пам'ятні заходи кожного 25 лютого та приспускати національні прапори, щоб пом'янути, як зазначено в рішенні, сотні тисяч жертв політичних репресій комуністичного окупаційного режиму.
Встановивши День радянської окупації, Грузія наслідувала приклад Молдови. 2010 року тимчасовий президент цієї держави Міхай Гімпу запровадив День радянської окупації на згадку про «радянську окупацію» 28 червня 1940, але Конституційний суд Молдови 12 липня 2010 скасував його указ. Між тим, ще 18 травня 2000 року в Латвії було встановлено День окупації Латвійської Республіки, який відзначають 17 червня.